# Impatiens tropaeoliflora
Impatiens tropaeoliflora är en balsaminväxtart som beskrevs av William Griffiths och Joseph Dalton Hooker. Impatiens tropaeoliflora ingår i släktet balsaminer, och familjen balsaminväxter. Inga underarter finns listade i Catalogue of Life.